# Albinas Likas
Albinas Likas (* 2. Juli 1917 in Gūrai, Rajongemeinde Kupiškis) ist ein litauischer Jurist und sowjetlitauischer kommunistischer Politiker.

## Leben
Likas arbeitete ab 1941 als Richter in Užpaliai (Rajongemeinde Utena) und ab 1944 als Volksrichter in der Stadt Panevėžys. Von 1946 bis 1948 war er stellvertretender Vorsitzender beim Obersten Gericht Litauens und von 1951 bis 1959 Justizminister von Sowjetlitauen. Von 1959 bis 1980 war er  Vorsitzender beim Obersten Gericht Sowjetlitauens. Von 1968 bis 1980 lehrte er auch an der Universität Vilnius. 1969 promovierte er in Rechtswissenschaft an der Universität Vilnius. Von 1955 bis 1980 war er Mitglied im Obersten Rat der Litauischen Sozialistischen Sowjetrepublik.

## Bibliografie
- Liaudies tarėjų vaidmuo tarybiniame teisme. – Vilnius, 1964. – 35 p.
- Liaudies teismų rinkimų tvarka / Albinas Likas, Alfonsas Žiurlys, Aronas Liakas. – Vilnius: Mintis, 1965. – 56 p.
- Jie gynė Maskvą. – Vilnius: Vaga, 1967. – 240 p.
- Братья сражаются вместе. – Москва: Воен. изд-во М-ва обороны СССР, 1973. – 167 p.
- Teismo proceso kultūra. – Vilnius, 1974. – 64 p.; 1971 m. rusų k.
- Baudžiamoji atsakomybė už blogos kokybės produkcijos išleidimą, 1973 m. rusų k., 1978 m. pap.
- Teismas ir teisingumas Tarybų Lietuvoje. – Vilnius: Mintis, 1977. – 172 p.
- Respublikos vardu, 1979 m. rusų k.
- Socialistinio teisingumo vykdymo kultūra. – Kaunas, 1984. – 118 p.
- Gamybos kultūra, kokybė, atsakomybė: praktinės rekomendacijos. – Vilnius: Lietuvos auto, 1992. – 87 p.